# Canuto V da Dinamarca
Canuto V da Dinamarca (em dinamarquês:  Knud 5. Magnussen; falecido em 9 de agosto de 1157) foi rei da Dinamarca como co-regente junto a Sueno III e Valdemar I entre 1146 e 1157.
Era filho do príncipe Magno Nilsson, que havia assassinado Canuto Lavardo e Riquilda da Polônia. Após a abdicação de Érico III, os nobres da Jutlândia o declararam rei. Durante os anos seguintes, tentou derrotar seu rival, Sueno III da Zelândia. Em 1151 foi expulso da Dinamarca.
Um pacto secreto com Valdemar, filho do pior inimigo do seu pai, deu origem a uma aliança que em 1154 os tornou governantes únicos do reino e Sueno III teve que fugir. Assim mesmo, Canuto contou com o apoio da Suécia, governada por seu padrasto, Suérquero I. Após uma nova guerra, em 1157, firmou-se um novo compromisso que tornaria Canuto governante da Zelândia; durante o banquete de paz celebrado em Rosquilda, Canuto foi assassinado por um dos guerreiros de Sueno III.
Não se tem dados seguros sobre sua pessoa e seu carácter. Sua meia-irmã, Sofia de Minsque, casou-se com Valdemar I.